# Figueres
Figueres (in castigliano Figueras) è una città della Catalogna, situata nella provincia di Gerona e capoluogo della comarca dell'Alt Empordà.

## Geografia fisica
Figueres si trova non distante dal confine francese di Portbou-Cerbère. Da Gerona dista 36 km, da Perpignano 65 km e da Barcellona 136.

## Storia

### Epoca antica
Intorno al 600 a.C. al colle della Muntanyeta (dove ora sorge il castello di Sant Ferran) si sarebbe trovato un primo insediamento iberico della tribù degli Indigeti. All'epoca una buona parte della pianura dell'Alt Empordà era composta da paludi e da grandi estensioni di giunco. Gli abitanti della comarca vivevano in piccoli poggi o nelle zone più elevate, libere dalle acque stagnanti. A questo periodo, anteriore alla presenza romana, risale il vaso dell'Aigüeta (terracotta, secolo V a.C., attualmente al Museo archeologico di Barcellona) ritrovato alla fine del XIX secolo.
I Romani, sbarcati al porto greco di Empòrion nel 218 a.C., dettero vita attorno al 195-194 a.C. a un piccolo nucleo di abitanti nella zona bassa dell'attuale territorio comunale (la zona del Carrer Tapis e l'Aigüeta) che, dato che su quel terreno si estendevano i giunchi, chiamarono Joncària. Questa piccola comunità divenne sempre più importante dato che si convertì in una delle stazioni della Via Domizia e successivamente della Via Augusta (nella zona dell'Aigüeta sono stati trovati resti di una casa romana). La stazione si trovava a una giornata di cammino da Le Perthus (XVI miglia) e a un'altra giornata da Girona (XVIII miglia). Al nucleo di Joncària risalirebbe la stele funebre che si trova al Museu de l'Empordà di Figueres. Probabilmente i Romani obbligarono gli Indigeti, installati al poggio della Muntanyeta, a scendere in pianura, formando in un primo momento due villaggi (uno iberico e uno romano) e più tardi un solo stanziamento, sempre più romanizzato.
A partire dal 258, nel caos amministrativo che interessava i territori dell'Impero romano, inizia la invasione del popolo germanico dei Franchi che distrussero e saccheggiarono per dodici anni: in questo periodo i Franchi avrebbero posto fine al nucleo di Joncària riducendolo a un cumulo di macerie e ceneri (che sarebbero all'origine del nome Cendrassos, assegnato ai resti dell'insediamento romano). In seguito a questi fatti il toponimo Joncària scompare.
Passato il pericolo, la popolazione ispano-romana ricostruì un nucleo abitato nella stessa zona, accanto alla Via Augusta: le case vennero alzate con pareti in fango e muri perimetrali detti tàpies, che probabilmente fecero sì che il villaggio ricevesse il nome di Tapioles.
Gli scavi della fine del XIX secolo hanno localizzato il cimitero del villaggio nella zona dell'odierno quartiere dei Cendrassos, dove sono state ritrovate tombe di diverso tipo (alcune con sarcofago in marmo, altre del tipo dei sepolcri in pietra, altre in terra). In questa necropoli sono state rinvenute anche monete romane, datate alla seconda metà del secolo IV. Il villaggio di Tapioles sopravvisse, secondo l'opinione degli storici locali, almeno fino all'arrivo dei Visigoti, nel V secolo, o fino all'arrivo dei saraceni, nell'VIII secolo.

### Figueres medievale
La conquista islamica della penisola iberica, iniziata nel 711, arriva nell'Alt Empordà all'incirca nel 712. Le truppe saracene sarebbero penetrate in queste contrade agendo con violenza e facendo sì che buona parte della popolazione della comarca si rifugiasse nei boschi delle Alberes e delle Salines (le zone pirenaiche dell'Empordà) o fuggisse nelle vicine terre del Rosselló. Intorno al 785 (anno in cui Girona si consegna a Carlo Magno) tutto l'Alt Empordà sarebbe già territorio dei Franchi, libero dai Saraceni.
Nell'802 troviamo per la prima volta il nome di “vila Ficerias” in un'iscrizione, mentre nel 962 compare il nome di “Figarie” in un altro documento. Secondo l'opinione prevalente la parola di origine latina “Ficarias” si tradurrebbe in Figueres (e indicherebbe l'albero del fico). Nel 1020 già troviamo documentata la chiesa parrocchiale di Sant Pere di Figueres (“Sancti Petri de Figarias”). Fino alla seconda metà del secolo XIII Figueres era un villaggio di una ventina di case (tra gli 80 e i 100 abitanti) cresciuto intorno alla chiesa parrocchiale, su un piccolo poggio a soli 39 metri di altezza (nella zona dell'attuale plaça de l'Església). Fino al 1111 il villaggio appartenne alla contea di Besalú (costituendone una delle parti più orientali) quando passò sotto il potere del conte di Barcellona.
Nel 1267 il re Giacomo I prese un'importante decisione per Figueres convertendola in borgo reale e assegnandole un privilegio, detto carta pobla, che garantiva tutta una serie di vantaggi agli abitanti, i quali non soffrivano alcuni gravami feudali chiamati “mals usos”, erano più liberi degli abitanti dei sobborghi, godevano di un giorno di mercato settimanale e di una fiera annuale della durata di otto giorni. Il re Giacomo I convertì questo piccolo paese, che si trovava sul percorso tra Girona e Perpinyà e confinava con il Comtat d'Empuries, nella base principale del potere reale nella regione, in modo da frenare il bellicoso e ribelle conte d'Empuries così come qualsiasi tentativo di invasione francese dell'Empordà. Le mura che cingevano il paese disegnavano un ridotto rettangolo formato dagli attuali carrer de Besalú, Pujada del Castell, Canigó e de la Jonquera, lasciando fuori dal perimetro buona parte dell'attuale plaça de l'Ajuntament. Il recinto murale racchiudeva una superficie di 15 000 m². Delle antiche mura si conserva in piedi l'antica Torre Gorgot, convertita oggi nella Torre Galatea del Teatre-Museu Dalí. Per ottenere la crescita della ridotta popolazione figuerenca, il giovane Pere (il futuro re Pere II il grande) il 12 marzo del 1269 promosse la creazione di una strada ebraica nella nuova città, esentando per cinque anni dai tributi tutti gli ebrei che si fossero stabiliti a Figueres. Il quartiere ebraico è esistito per più di 200 anni, si trovava attorno all'attuale carrer Magre e vantava una sinagoga, alcune macellerie e diversi forni propri.
Il conte Hug V d'Empuries cercò di schiacciare il nuovo borgo e il 16 ottobre 1274 pose sotto assedio Figueres, che disponeva di deboli fortificazioni e di pochi difensori. Tre giorni dopo, il conte e il suo esercito riuscirono a entrare nel piccolo centro, saccheggiandone le case, uccidendo molti abitanti e portandosi i portali delle mura a Castelló d'Empuries (capitale del proprio comtat) come trofeo di guerra. Ma il giovane Pere accorse a Figueres con 180 cavalieri (e i rispettivi vassalli) colpendo le truppe di Hug V finché, dopo una feroce battaglia, il futuro Pere il grande sconfisse il conte empordanese ribelle. Più tardi l'erede della Corona d'Aragona tornò a Figueres dove cominciò l'opera di ricostruzione delle mura e delle case distrutte.
Nel corso della crociata diretta dai francesi contro il re Pietro II, Figueres venne occupata per tre mesi (1285) dalle truppe del re di Francia Filippo III.
Nel 1361 il re Pietro III decise di ampliare il recinto murale verso sud e verso est formando quello che si conosce come borgo vecchio. Quest'area, dalla superficie di 50 000 m², era delimitata dagli attuali carrer de la Pujada del Castell, Canigó, de la Muralla, Ample, Monturiol e la Rambla (che era una piccola valle in mezzo alla quale scorreva il canale Galligans). Il centro del borgo si trovava nell'attuale plaça de l'Ajuntament, dove si incrociavano perpendicolarmente le due principali arterie viarie: la strada reale tra Girona e Perpinyà (gli attuali carrer de Girona e de la Jonquera) e i sentieri che portavano a Besalú (alla Garrotxa e al Ripollès) e a Vilabertran e Peralada (gli odierni carrer de Besalú e de Peralada).
Malgrado la grande epidemia di peste nera del 1348, che colpì pesantemente la borgata, nel corso del XIV secolo Figueres aumentò la propria popolazione arrivando a contare 105 case (all'incirca 500 abitanti). Nel 1313 venne fondato l'ospedale dei malati, dei mendicanti e dei poveri (la prima istituzione sanitaria del borgo) grazie a una donazione della coppia formata da Bernat Jaume e la moglie Garsendis, che fecero voto di lavorare nel ricovero fino alla morte. L'ospizio cambiò la propria ubicazione nel 1616, quando venne trasferito dal carrer de la Jonquera alla zona fuori le mura dell'odierno carrer Nou (successivamente, dopo la guerra civile, l'ospedale venne trasferito a nord del Parc Bosc, alla periferia della città).
Pietro il Cerimonioso si interessò particolarmente a Figueres, trascorrendovi alcune stagioni, soprattutto dopo il suo matrimonio con Sibilla di Fortià. Il re Pietro, oltre ad ampliare lo spazio fortificato del borgo, fece costruire una chiesa gotica più grande sopra la pianta del vecchio tempio romanico. Quando si trovava a Figueres il re Pietro (e in seguito tutti gli altri monarchi) viveva in un palazzetto conosciuto con il nome di Posada del Senyor Rei situato al carrer Girona, adiacente alle mura e a fianco della porta d'ingresso (oggi se ne può ancora vedere l'insegna alla facciata del numero 16 del carrer Girona).
Il 28 settembre 1419 il re Alfonso IV istituì la fiera del 3 maggio, festa della Santa Croce, che divenne così la festività principale di Figueres.

## Cultura
Luogo di nascita e di morte di Salvador Dalí (1904-1989), ospita il famoso Museo Dalí, costruito nell'antico teatro dove l'artista fece la sua prima esposizione e che contiene, tra le altre opere, la tomba che lo stesso artista progettò per sé.
Il Teatro stesso ha una sala sistemata secondo il gusto surrealista del celebre pittore: cupola in plexiglas e un'enorme tela. Le opere sono disposte in ordine cronologico a partire dall'alto verso il pianterreno e comprendono anche quelle dell'interessante collezione privata del pittore, compresa una tela di El Greco. Nel centro della cittadina, ricco di giardini, è presente una breve rambla.
Vi si trovano due musei:
- Il Museu de l'Emporda dedicato all'arte religiosa e il Museu de Joquets dedicato ai giocattoli.
- Il Castell de Sant Ferran domina la cittadina dall'alto. Fu costruito nel 1743 da Ferdinando VI su progetto del celebre architetto militare Vauban (1633-1707) secondo una pianta pentagonale con perimetro di 5,6 km, oggi utilizzato come caserma.

Nei dintorni si trova la città di Empúries, importante parco archeologico affacciato sulla baia di Roses.

## Infrastrutture e trasporti
La stazione di Figueres è servita da treni a media e lunga percorrenza operati da Renfe Operadora e SNCF; nel 2010 è stata inaugurata la stazione di Figueres-Vilafant sulla linea ad alta velocità ferroviaria.

## Amministrazione

### Gemellaggi
- Perpignano

## Galleria d'immagini

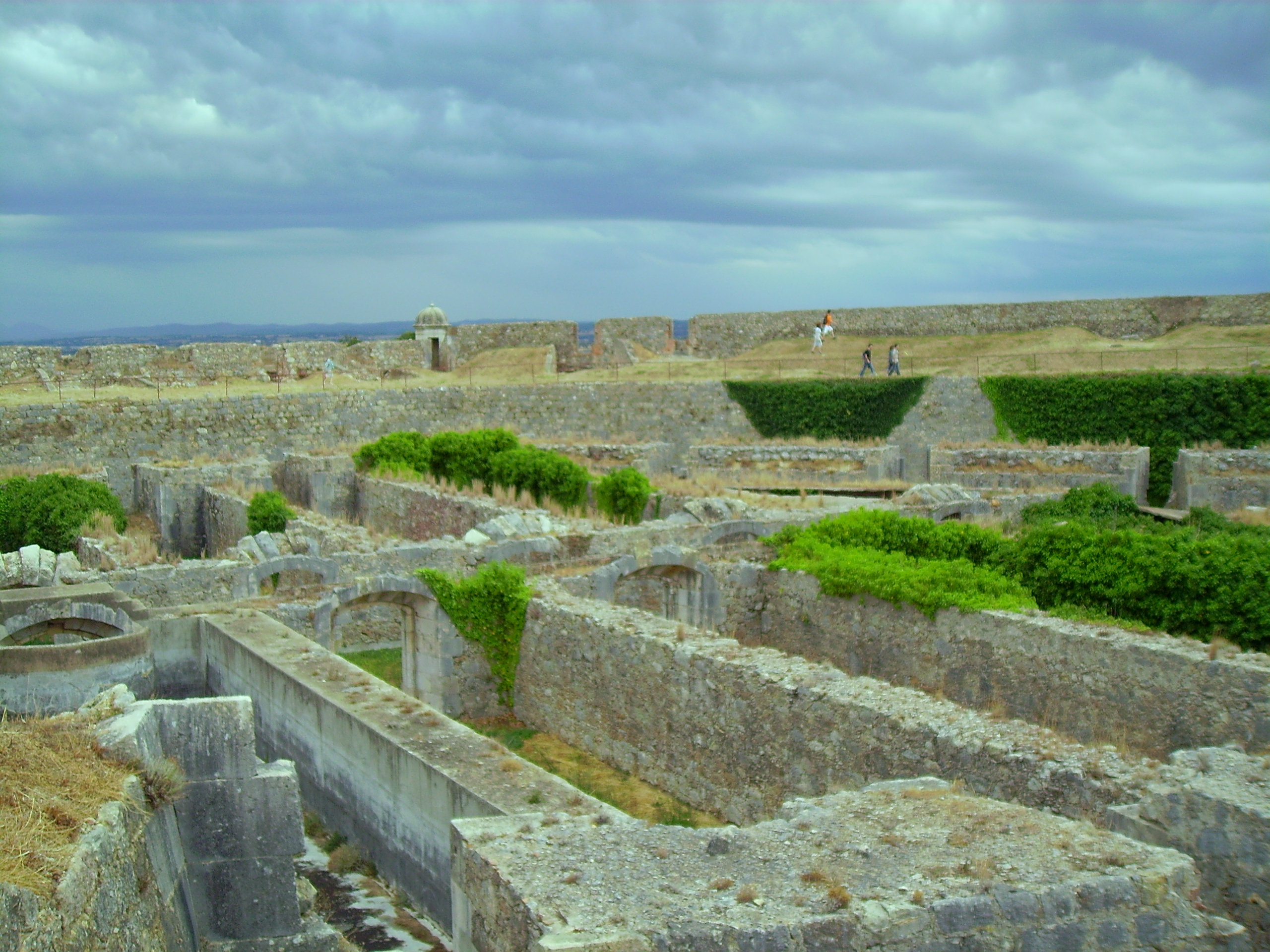
Castello di Sant Ferran
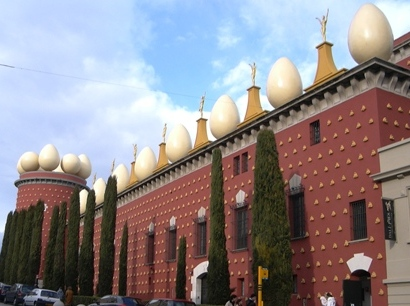
Teatro-museo Gala-Salvador Dalí